# 菊池仁志
菊池 仁志（きくち ひとし、1961年7月14日 - ）は、愛媛県松山市出身の元競輪選手。日本競輪学校第47期生。

## 経歴
愛媛県立松山工業高等学校から日本競輪学校を経て、1981年に熊本でデビュー。同年８月に別府で初優勝を果たすなど、268レースで１着を占め、優勝回数は26回。S級に1983年から28年間、連続で在席。開設47周年記念 京都向日町競輪 G3 優勝。伊藤豊明の一番弟子。弟子は、上田学（69期）。
| 総出走数 | F2  | F1   | G3  | G2 | G1  |
| -------- | --- | ---- | --- | -- | --- |
| 2187     | 204 | 1019 | 603 | 60 | 301 |

## 人物
2011年の競輪選手引退後は、競輪解説、コラム執筆などを手掛ける。2015年からプロコーチとしても活動。「K-FITTINGバイクスクール」を開講し、ジュニアから社会人、プロ選手といった幅広い層の指導にあたる。2016年に創部した松山城南高等学校 自転車競技部に外部コーチとして招かれ、創部２年目で全国制覇。

### 受賞歴
- 平成29年度 公益財団法人 松山市体育協会 優秀指導者賞[8]
- 平成29年度 公益財団法人 愛媛県体育協会 優秀スポーツ指導者賞[9]
- 平成30年度 公益財団法人 大亀スポーツ振興財団 菜の花賞[10]
- 令和 元年度 公益財団法人 ヨネックススポーツ振興財団 米山稔賞[11]

## エピソード
- 引退レース前日の『愛媛新聞』のインタビューに今後へ向けて「県内選手の育成の方で力になれれば」と答えている[1]。
- トレーニングについて「魔法のトレーニングはない」こと、練習で大切なことは「基本練習の積み重ね」「いかにレースに近づけるか」だと述べている[12]。